# Himself
Himself är Gilbert O'Sullivans första studioalbum, utgivet i oktober 1971 på skivbolaget MAM. Albumet är producerat av Gordon Mills.
Albumet gavs ut i USA 1972 med annat omslag och med delvis andra låtar, se listning nedan.
Albumet nådde Billboard-listans 9:e plats.
På englandslistan nådde albumet 5:e platsen och stannade kvar på listan i 82 veckor.

## Låtlista (UK)
Singelplacering i Billboard inom parentes. Placering i England=UK
1. "Intro"
2. "January Git"
3. "Bye-Bye"
4. "Permissive Twit"
5. "Matrimony"
6. "Independent Air"
7. "Nothing Rhymed" (UK# 8)
8. "Too Much Attention"
9. "Susan Van Heusan"
10. "If I Don't Get You (Back Again)"
11. "Thunder and Lightning"
12. "Houdini Said"
13. "Doing The Best That I Can"
14. "Outro"
15. "Disappear" (demo)
16. "What Can I Do" (demo)
17. "Mr Moody's Garden" (B-sidan till singeln "I Wish I Could Cry")
18. "Everybody Knows" (B-sidan till singeln "Nothing Rhymed")
19. "Underneath The Blanket Go" (UK# 40, singel A-sida)
20. "We Will" (UK# 16, singel A-sida)
21. "I Didn t Know What To Do" (B-sidan till singeln "We Will")
22. "No Matter How I Try" (UK# 5, singel A-sida)

Fotnot: Spår 15 - 22 är bonusspår på nyutgåvan som gavs ut på skivbolaget Salvo 7 november 2011.

## Låtlista (USA)
Singelplacering i Billboard inom parentes. Placering i England=UK
1. "Intro"
2. "January Git"
3. "Bye Bye"
4. "Permissive Twit"
5. "Matrimony"
6. "Independent Air"
7. "Nothing Rhymed" (UK# 8)
8. "Too Much Attention"
9. "Alone Again (Naturally)" (#1, UK# 3)
10. "If I Don't Get You (Back Again)"
11. "Thunder and Lightning"
12. "Houdini Said"
13. "We Will" (UK# 16)
14. "Outro"

Samtliga låtar är skrivna av Gilbert O'Sullivan